# Direction générale de la Gendarmerie nationale
La direction générale de la Gendarmerie nationale (DGGN) est une direction générale du ministère de l'Intérieur français, qui assure l'encadrement d'ensemble de la Gendarmerie nationale.

## Histoire
Créée en 1920 au sein du ministère de la Guerre sous le nom de « direction de la Gendarmerie nationale », elle devient « direction de la Gendarmerie et de la Justice militaire » en 1973 et se transforme en novembre 1981, par décret, en « direction générale de la gendarmerie » au moment où le gouvernement de Pierre Mauroy décide la fin de la justice militaire.
En 2009, le rattachement de la Gendarmerie au ministère de l'Intérieur est décidé. Le décret no 2009-1631 du 23 décembre 2009 incorpore la DGGN dans l'administration centrale de ce ministère. Elle garde des liens très étroits avec le ministère des Armées pour l’exécution de certaines missions, certains emplois et les ressources humaines. Ainsi, les membres du personnel sont soumis à la Commission des recours des militaires près le ministre des armées.

## Implantation
La DGGN est implantée depuis 2012 au fort d'Issy à Issy-les-Moulineaux, au 4 rue Claude Bernard.
D'abord installée rue Saint-Dominique, au sein du ministère de la Guerre, elle est déplacée avenue de la Tour-Maubour en 1945, puis à compter de 1968 rue Saint-Didier dans le 16e arrondissement de Paris, dans un bâtiment qui appartenait à une congrégation religieuse.

## Organisation
La direction générale de la Gendarmerie nationale est dirigée depuis 2004, par un officier général de gendarmerie 5 étoiles (général d'armée) ; avant cette année, le directeur général de la gendarmerie fut un préfet à partir de 1995 ; avant 1995, le directeur général était un magistrat de haut rang entre 1947 et 1995 ainsi que de 1933 à 1943.
Assurant dans toutes les dimensions l'organisation et l'administration de la Gendarmerie, il est en lien avec le chef d'État-Major des armées (CEMA). Il est assisté d'un second, le major général de la Gendarmerie nationale, officier général 4 étoiles (général de corps d'armée), qui est son remplaçant désigné en cas d'absence ou d'empêchement de celui-ci pour tout ce qui concerne la direction d'ensemble de la gendarmerie, au niveau national.
La direction générale de la Gendarmerie nationale comprend un cabinet, l'inspection du service de santé des armées pour la gendarmerie, des conseillers et des chargés de missions. Elle comprend en outre trois directions et deux services centraux.

### Directions
- Direction des opérations et de l'emploi (DOE)[1] :
  - Sous-direction de l'anticipation opérationnelle (SDAO) ;
  - Sous-direction de l'emploi des forces (SDEF) ;
  - Sous-direction de la Police judiciaire (SDPJ). Les offices interministériels « gendarmerie » (OCLAESP, OCLTI, OCLDI et OCLCH) lui sont rattachés ;
  - Sous-direction de la défense, de l'ordre public et de la protection (SDDOP) ;
- Direction des personnels militaires de la Gendarmerie nationale (DPMGN)[1] :
  - Sous-direction de la politique des ressources humaines (SDPRH)
  - Sous-direction de la gestion du personnel (SDGP) ;
  - Sous-direction des compétences (SDC) ;
  - Sous-direction de l'accompagnement du personnel (SDAP) ;
- Direction des soutiens et des finances (DSF)[1] :
  - Sous direction administrative et financière (SDAF) ;
  - Sous-direction de l'immobilier et du logement (SDIL) ;
  - Sous-direction de l'organisation et des effectifs (SDOE).

### Services
- Service de la transformation de la Gendarmerie nationale[1]
- Service d'information et de relations publiques des armées-Gendarmerie (SIRPAG)[1]

### Entités directement rattachées au directeur général

#### Services du ministère de l'Intérieur
Deux entités sont conjointement sous l'autorité directe du directeur général de la Gendarmerie nationale et du directeur général de la Police nationale : 
- Direction de la coopération internationale de sécurité (DCIS)[1] ;
- Agence Numérique des Forces de Sécurité Intérieure (ANFSI).

Le directeur général de la Gendarmerie nationale bénéficie en outre du soutien du service de l'achat, de l'innovation et de la logistique du ministère de l'Intérieur (SAILMI) à l'instar des autres directions générales du ministère.

#### Autres organismes
- Commandement du soutien opérationnel de la Gendarmerie nationale (COMSOPGN)
- Commandement de la gendarmerie dans le cyberespace (ComCyberGend)
- Commandement de la gendarmerie pour les réserves et la jeunesse (CRJ)[2],[3]
- Commandement des écoles de la Gendarmerie nationale (CEGN)
- Commandement spécialisé pour la sécurité nucléaire (CoSSeN)[4]
- Pôle judiciaire de la Gendarmerie nationale (PJGN)
- Groupe d'intervention de la Gendarmerie nationale (GIGN)

## Dirigeants

### Directeurs de la Gendarmerie[5]
- 29 octobre 1920 - 24 juin 1922 : colonel Joseph Plique
- 25 juin 1922 - 24 décembre 1923 : colonel Henri Jean
- 25 décembre 1923 - 11 septembre 1924 : général Jean Grimard
- 12 septembre 1924 - 4 juillet 1928 : général Jean Crinon
- 5 juillet 1928 - 31 mars 1932 : général Louis Bucheton
- 1er avril 1932 - 30 septembre 1933 : lieutenant-colonel Pierre Nicolet

### Directeurs du Contentieux, de la Justice militaire et de la Gendarmerie[6]
- 1er octobre 1933 - 31 mai 1939 : Marcel Oudinot (conseiller à la cour d'appel de Paris)
- 1er juin 1939 - 3 juillet 1940 : Roger Léonard (maître des requêtes au Conseil d'État)
- 4 juillet 1940 - 17 août 1943 : Pierre Chasserat (maître des requêtes au Conseil d'État)

### Directeur général de la Gendarmerie[7]
- 18 août 1943 - 23 mars 1944 : général Jean Martin

### Commandant général de la Gendarmerie[8]
- 24 mars 1944 - 20 juillet 1944 : général Ferdinand Taillardat

### Directeur de la Gendarmerie[9]
- 21 juillet 1944 - 9 septembre 1944 : lieutenant-colonel Pierre Girard

### Commandant de la Gendarmerie et de la Garde républicaine[10]
- 10 septembre 1944 - 24 novembre 1944 : lieutenant-colonel Pierre Girard

### Directeurs de la Gendarmerie[11]
- 25 novembre 1944 - 19 décembre 1945 : colonel Marie-Gustave Meunier
- 20 décembre 1945 - 13 mai 1946 : général de Division François Duin
- 14 mai 1946 - 18 juillet 1947 : général Lucien Rouyer

### Directeur de la Justice militaire et de la Gendarmerie[12]
- 19 juillet 1947 - 12 janvier 1950 : Gérard Turpault (substitut du procureur général près la cour d'appel de Paris)

### Directeurs de la Gendarmerie et de la Justice militaire[13]
- 13 janvier 1950 - 30 août 1956 : Gérard Turpault (substitut du procureur général près la cour d'appel de Paris)
- 31 août 1956 - 10 septembre 1958 : Georges Guibert (substitut du procureur de la République près le tribunal de première instance de la Seine)
- 11 septembre 1958 - 30 mars 1960 : Henri Lebégue (avocat général à la Cour de cassation)
- 31 mars 1960 - 16 octobre 1962 : Louis Barc (substitut du procureur général près la cour d'appel de Paris)
- 17 octobre 1962 - 21 mai 1973 : Jean-Claude Périer (premier président à la cour d'appel d'Orléans)
- 22 mai 1973 - 26 février 1979 : Jean-Pierre Cochard (avocat général près la cour d'appel de Paris)
- 27 février 1979 - 9 novembre 1981 : Charles Barbeau (maître des requêtes au Conseil d'État)

### Directeurs généraux de la Gendarmerie nationale[14]
- 10 novembre 1981 - 1984 : Charles Barbeau (maître des requêtes au Conseil d'État)
- 1984 - 1987 : Olivier Renard-Payen (vice-président près le tribunal de grande instance de Paris)
- 1987 - 1989 : Régis Mourier (procureur de la République près le tribunal de grande instance de Bobigny)
- 1989 - 1991 : Charles Barbeau (conseiller d'État)
- 1991 - 1993 : Jean-Pierre Dintilhac (magistrat, directeur des affaires criminelles et des grâces)
- 1993 - 1995 : Patrice Maynial (magistrat, président de chambre à la cour d'appel de Paris)
- 1995 - 2000 : Bernard Prévost (préfet, directeur de l'administration pénitentiaire)
- 2000 - 2002 : Pierre Steinmetz (préfet de la région Poitou-Charentes, préfet de la Vienne)
- 2002 - 5 décembre 2004 : Pierre Mutz (préfet de la région Limousin, préfet de la Haute-Vienne)
- 6 décembre 2004 - 30 juin 2008 : général d'armée Guy Parayre
- 1er juillet 2008 - 7 avril 2010 : général d'armée Roland Gilles
- 7 avril 2010 - 10 avril 2013 : général d'armée Jacques Mignaux
- 10 avril 2013 - 1er septembre 2016 : général d'armée Denis Favier
- 1er septembre 2016 - 31 octobre 2019 : général d'armée Richard Lizurey[15],[16].
- 1er novembre 2019 - 29 septembre 2024 : général d'armée Christian Rodriguez[17].
- Depuis le 4 novembre 2024 : général d'armée Hubert Bonneau[18],[19].